# Coenosia cyclophthalma
Coenosia cyclophthalma este o specie de muște din genul Coenosia, familia Muscidae. A fost descrisă pentru prima dată de Thomson în anul 1869. Conform Catalogue of Life specia Coenosia cyclophthalma nu are subspecii cunoscute.